# Аптекман, Наум Григорьевич
Наум Григорьевич Аптекман (9 сентября 1893, Черкассы — 22 июля 1960, Москва) — советский кинооператор.
Начинал как фотограф. Дебют в кино — фильм «Дети бури» 1926 года. Работал на киностудиях в Ленинграде («Белгоскино» и другие), 1920—1930 годы, оператор художественных кинолент. Последний его фильм, детская короткометражка «Воздушное приключение», был снят в Москве в 1937 году.
Дальнейшая судьба неизвестна. Умер 22 июля 1960 года.
Сын — кандидат технических наук Григорий Наумович Аптекман (род. 1934), учёный в области механизации угольной промышленности.

## Фильмография
- 1926 — Дети бури[3]
- 1926 — Катерина Измайлова[4]
- 1927 — Пурга
- 1927 — Поэт и царь[5]
- 1927 — Кастусь Калиновский
- 1928 — Инженер Елагин
- 1929 — Человек с портфелем[6]
- 1929 — Конница скачет
- 1930 — Кавказский пленник
- 1931 — Капля нефти (короткометражный)
- 1935 — Пропавшее звено
- 1937 — Умбар
- 1937 — Воздушное приключение (короткометражный)[7][8]